# Оттава (Вісконсин)
Оттава (англ. Ottawa) — місто (англ. town) в США, в окрузі Вокеша штату Вісконсин. Населення — 3646 осіб (2020).

## Демографія
Згідно з переписом 2010 року, у місті мешкало 3859 осіб у 1380 домогосподарствах у складі 1154 родин. Було 1495 помешкань
Расовий склад населення:
| - 96,7 % — білих - 0,9 % — чорних або афроамериканців - 0,7 % — корінних американців - 0,7 % — азіатів |

До двох чи більше рас належало 0,6 %. Частка іспаномовних становила 2,1 % від усіх жителів.
За віковим діапазоном населення розподілялося таким чином: 23,1 % — особи молодші 18 років, 63,7 % — особи у віці 18—64 років, 13,2 % — особи у віці 65 років та старші. Медіана віку мешканця становила 46,7 року. На 100 осіб жіночої статі у місті припадало 102,5 чоловіків;  на 100 жінок у віці від 18 років та старших — 104,0 чоловіків також старших 18 років.
Середній дохід на одне домашнє господарство  становив 119 711 долар США (медіана — 104 286), а середній дохід на одну сім'ю — 122 007 доларів (медіана — 107 500). Медіана доходів становила 61 633 долари для чоловіків та 60 793 долари для жінок. За межею бідності перебувало 2,4 % осіб, у тому числі 1,3 % дітей у віці до 18 років та 6,8 % осіб у віці 65 років та старших.
Цивільне працевлаштоване населення становило 2210 осіб. Основні галузі зайнятості: освіта, охорона здоров'я та соціальна допомога — 23,5 %, виробництво — 18,5 %, науковці, спеціалісти, менеджери — 12,4 %, будівництво — 7,5 %.